# Encoptolophus otomitus
Encoptolophus otomitus är en insektsart som först beskrevs av Henri Saussure 1861.  Encoptolophus otomitus ingår i släktet Encoptolophus och familjen gräshoppor. Inga underarter finns listade i Catalogue of Life.